# زيون مورينو
زيون مورينو (مواليد 23 فبراير 1995) هي ممثلة وعارضة أزياء أمريكية، عرفت لدورها في مسلسل فتاة القيل والقال.

## وصلات خارجية
- زيون مورينو على موقع IMDb (الإنجليزية)
- زيون مورينو على موقع ألو سيني (الفرنسية)
- زيون مورينو على موقع قاعدة بيانات الفيلم (الإنجليزية)
- زيون مورينو على موقع كينوبويسك (الروسية)